# Michael Lindsay-Hogg

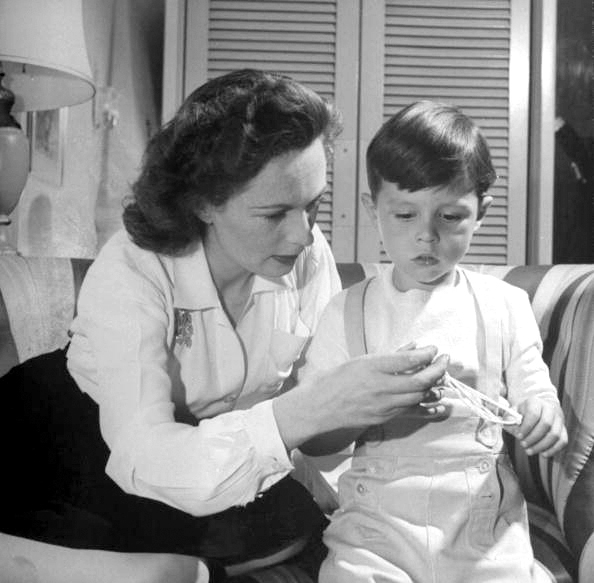
Geraldine Fitzgerald y su hijo, Michael Lindsay-Hogg, en 1944.

Michael Lindsay-Hogg (Nueva York, 5 de mayo de 1940) es cineasta y documentalista. Ha filmado varias películas para la televisión, pero es más conocido por sus numerosas contribuciones a la filmografía de la música rock: ha filmado a varios artistas importantes, la mayoría en concierto, entre los que se cuentan The Beatles, Paul Simon, Neil Young y The Rolling Stones.
Filmó el famoso documental de los Beatles, Let It Be y el concierto de culto Rock And Roll Circus de los Rolling Stones, entre otros. Escribió y dirigió The Object of Beauty en 1991. Ha hecho algunas películas para el cine, como Guy (1997) o la adaptación de la obra de Samuel Beckett, Esperando a Godot (2001).
Aunque el padre biológico de Michael Lindsay-Hoggs fuera (el por aquel entonces actor) Orson Welles, fue adoptado y educado por el Barón Sir Edward Lindsay-Hogg.
- Datos: Q3308337